# Guerras de la ciencia
Las guerras de la ciencia fueron una serie de polémicas intelectuales que tuvieron lugar en los 90 entre los "postmodernos" y los "realistas" (aunque ninguna de estas partes se denominaría a sí misma usando estos términos) sobre la naturaleza de las teorías científicas. El postmodernismo cuestionaba la objetividad de la ciencia y propuso diferentes críticas al conocimiento y al método científico desde disciplinas como los estudios culturales, la antropología cultural, los estudios feministas, la literatura comparada, los estudios sobre los medios y los Estudios de ciencia, tecnología y sociedad. Desde el realismo se proclamó la existencia de un conocimiento científico objetivo libre de cualquier determinación social y acusaron a los postmodernos de no entender los temas científicos que estaban criticando.

## Trasfondo histórico
Hasta mediados del siglo XX, la filosofía de la ciencia se había concentrado en la viabilidad del método y del conocimiento científico, proponiendo justificaciones para la verdad de las teorías y observaciones científicas e intentando descubrir el funcionamiento de la ciencia desde un nivel filosófico.[cita requerida] Ya Karl Popper había emprendido un fuerte ataque contra esta visión. Negó rotundamente que existiera algo así como la justificación o probabilidad de la verdad incluso para la creencia en las teorías científicas. Estableció los cimientos de la visión posmoderna de la ciencia. Durante este tiempo hubo también un cierto número de filósofos menos ortodoxos[¿quién?] que creyeron que los modelos lógicos de la ciencia pura no se aplicaban a la práctica científica actual.[cita requerida]
Fue la publicación de La estructura de las revoluciones científicas de Thomas Kuhn en 1962 la que abrió plenamente el estudio de la ciencia a nuevas disciplinas al sugerir que la evolución del conocimiento científico estaba en parte determinado sociológicamente y que no funcionaba bajo las simples leyes lógicas propuestas por la escuela de filosofía del positivismo lógico. Kuhn describió el desarrollo del conocimiento científico no como un incremento lineal de la verdad y de la comprensión, sino como una serie de revoluciones periódicas que ponían fin al orden científico antiguo y lo remplazaban con órdenes nuevos (a los que llamó paradigmas). Kuhn atribuyó gran parte de este proceso a las interacciones y estrategias de los científicos en la ciencia más que a la propia estructura lógica inmanente a las teorías.
Algunas interpretaciones de las que las ideas de Kuhn daban a entender que las teorías científicas eran, en su totalidad o en parte, constructos sociales, lo que mermaba la visión de la ciencia como representación de una realidad objetiva. En 1971 Jerome Ravetz publicó Scientific knowledge and its social problems (El conocimiento científico y sus problemas sociales), un libro que describe el papel que juega la comunidad científica, como realidad social, en la aceptación o rechazo del llamado conocimiento científico "objetivo". Diferentes corrientes filosóficas agrupadas en la denominación de "postmodernismo", comenzaron a reinterpretar los logros científicos del pasado haciéndolos inseparables de las vidas de los científicos y condiciones históricas en las que aparecieron. Desde esta óptica, atribuían a las condiciones políticas y económicas un papel constitutivo en el desarrollo de las teorías y de las observaciones científicas. La carrera de muchos científicos fue analizada en función de cuestiones de género, orientación sexual, raza y clase para determinar de qué manera ese posicionamiento influía en el conocimiento científico que produjeron. Algunos filósofos más radicales, tales como Paul Feyerabend, argumentaron que las teorías científicas eran por sí mismas incoherentes y que otras formas de producción de conocimiento (tales como aquellas usadas en la religión) servían a las necesidades materiales y espirituales del hombre con tanta validez como lo hacían las explicaciones científicas.
Un punto de vista intermedio entre las posiciones del "postmodernismo" y del "realismo" es el mantenido por pensadores como Imre Lakatos. Para Lakatos, el conocimiento científico es progresivo, aunque el avance no se da de una forma estrictamente lineal donde cada elemento nuevo queda añadido a los anteriores, sino por un enfoque en el que se establece un "núcleo" de un "programa investigador" con teorías auxiliares que pueden ser falsadas o remplazadas sin poner al núcleo en entredicho. Las condiciones y las actitudes sociales afectan a la intensidad con las que cada cual intenta resistir las falsaciones al núcleo de un programa, pero el programa no obstante tiene un estatus objetivo, basado en su capacidad explicativa relativa. La resistencia a la falsación sólo pasa a ser ad-hoc y nociva para el conocimiento cuando un programa alternativo con una mayor capacidad explicativa es rechazado en favor de otro de menor capacidad. Pero al cambiar un núcleo teórico, que tiene amplias ramificaciones en otras áreas de estudio, la aceptación de un nuevo programa es también revolucionaria, a la vez que progresiva. Así, para Lakatos, el carácter de la ciencia es a la vez revolucionario y progresivo, a la vez socialmente fundado y objetivamente justificado.

## Las Guerras de la Ciencia
Este ataque aparente a la validez de la ciencia desde las ciencias sociales y las humanidades preocupó a muchos integrantes de la comunidad científica, especialmente cuando el lenguaje de la construcción social fue usado por grupos que postulaban estar proponiendo paradigmas científicos alternativos, pero que según el punto de vista de muchos científicos, estaban de hecho intentando imponer un control político sobre el uso de la ciencia en la sociedad (como por ejemplo pasa con el creacionismo científico, o el diseño inteligente). En 1994 los científicos Paul R. Gross y Norman Levitt publicaron Higher Superstition: The Academic Left and Its Quarrels With Science (La superstición superior, la izquierda académica y sus riñas con la ciencia), un ataque abierto al postmodernismo. El libro atrajo la atención sobre los defectos del relativismo, afirmando que desde el postmodernismo se sabía poco de las teorías científicas que se discutían y que usaban una erudición sin rigor guiados por razones políticas. Desde los Estudios sobre la Ciencia, Tecnlogía y Sociedad, el libro representa la incapacidad de los autores para comprender los enfoques teóricos que critican y se apoya más en "caricaturas, malinterpretaciones y condescendencias que en argumentos". El libro consiguió cierta atención de la corriente dominante y se convirtió en la chispa detonante de las guerras de la ciencia.
Higher Superstition (La superstición superior) sirvió también de inspiración para una conferencia celebrada en la Academia de Ciencias de Nueva York llamada "The Flight from Science and Reason (Vuelo sobre la ciencia y la razón)" organizada por Gross, Levitt y Gerald Holton.  Aunque algunas personas participantes fueron críticas con el enfoque polémico de Gross y Levitt, la conferencia fue muy crítica con la manera en la que intelectuales sin formación científica sólida trataban a la ciencia.

### Las Guerras de la Ciencia enSocial Text
En 1996 Social Text, una publicación de teoría crítica, publicó un número especial titulado "Science Wars (Guerras de la Ciencia)" con breves contribuciones que fue una respuesta a la conferencia y al libro de Gross y Levitt. Algunos artículos situaron las guerras de la ciencia en el contexto del papel cambiante de la ciencia en la cultura, como evidencia posterior del papel que los factores políticos y sociales juegan en la ciencia. En la introducción, Andrew Ross sugería que la reacción violenta contra los estudios sobre la ciencia, tecnología y sociedad era una reacción conservadora contra los recortes de la financiación a la investigación, y caracterizó la conferencia "Flight from Science and Reason (Vuelo sobre la ciencia y la razón)" como un intento de meter en el mismo saco diferentes amenazas: el creacionismo, los cultos y las alternativas de la Nueva era, la astrología, la ufología, el movimiento de la ciencia radical, el postmodernismo, y los estudios críticos de la ciencia, los espectros históricos de la ciencia aria-nazi preparados para la ocasión y el error soviético del Lysenkismo". La historiadora Dorothy Nelkin caracterizó la vigorosa respuesta de la comunidad científica a la llamada a las armas de Gross y Levitt—en contraste con la tendencia histórica de los científicos a mantenerse al margen de las amenazas políticas a la ciencia tales como el creacionismo, el movimiento de liberación animal, y los intentos de los antiabortistas para acabar con la investigación con fetos humanos—como una reacción al matrimonio fallido entre ciencia y estado. Con el final de la Guerra fría, la financiación militar de la ciencia continuó su declive, mientras que las agencias de financiación demandaban más garantías para las ayudas y la investigación se dirigía preferentemente hacia los intereses privados. Nerkin afirmó que las críticas postmodernas eran "chivos expiatorios"  que distraían la atención de los problemas internos de la ciencia.
El físico Alan Sokal remitió un artículo en el cual argumentaba que los hallazgos de la física cuántica eran una prueba de los argumentos postmodernos contra la objetividad de la ciencia. Fue publicado en la revista, y con posterioridad Sokal reveló que era una patraña y un experimento para ver si los editores de la revista publicarían "un artículo libremente aderezado con sinsentidos si (a) sonaba bien y (b) alagaba a las ideas preconcebidas de los editores. Su publicación, conocida como el Escándalo Sokal, fue revelada simultáneamente como una parodia en la revista literaria Lingua Franca, lo que causó un alboroto tal que llevó a que el asunto de las guerras de la ciencia captara la atención de un amplio sector de estudiosos de las ciencias y las humanidades, e incluso de los medios de comunicación.

### Continuación del conflicto
Desde la edición de "Guerras de la Ciencia" por Social Text, la seriedad y el volumen de las discusiones se incrementó significativamente, concentrándose en gran parte en la reconciliación de los bandos "beligerantes". Un acontecimiento significativo fue la conferencia "Science and Its Critics (La Ciencia y sus críticos)" a principios de 1997, que juntó a científicos con estudiosos de las ciencias y que tuvo como conferenciantes principales a Alan Sokal y a Steve Fuller. La conferencia originó la oleada final de cobertura mediática considerable (tanto en medios de prensa como en publicaciones científicas), aunque en absoluto resolvió los aspectos fundamentales relativos a la construcción social y a la objetividad de la ciencia.
Se han llevado a cabo otros intentos de reconciliar a los dos bandos. Mike Nauenberg, un físico de la Universidad de California en Santa Cruz, organizó un pequeño congreso en mayo de 1997 al que asistieron estudiosos de la ciencia y de la sociología de la ciencia, entre ellos Alan Sokal, N. David Mermin y Harry Collins. El mismo año, Collins organizó el Taller por la Paz de Southampton, que de nuevo juntó a un amplio abanico de representantes de las diferentes disciplinas interesadas en el estudio de la ciencia. El Taller por la Paz propuso la idea de un libro que intentara recoger algunos de los argumentos de las partes en disputa. "The One Culture (La cultura única)", editado por el físico Jay A. Labinger y por el sociólogo Harry Collins, fue finalmente publicado en 2001. El libro, cuyo título hace referencia obvia al libro de C.P. Snow Las dos culturas, contiene contribuciones de autores tales como Alan Sokal, Jean Bricmont, Steven Weinberg y Steven Shapin. También en 2001, Bent Flyvbjerg identificó en su libro Making Social Science Matter (Haciendo que las Ciencias Sociales importen) identificó una salida a las Guerras de la Ciencia argumentando que (1) las ciencias sociales son una frónesis, mientras que las ciencias naturales son un episteme en el sentido que estas palabras tenían en griego clásico; (2) la frónesis es adecuada para el análisis reflexivo y la discusión sobre los valores y los intereses, sobre lo que la sociedad necesita para prosperar. La episteme, por el contrario, es buena para el desarrollo de una teoría predictiva, y; (3) una sociedad con un buen funcionamiento necesita un equilibrio entre ambas: fronésis y episteme, sin que una de ellas pueda sustituir a la otra.
Otras publicaciones importantes relacionadas con las guerras de la ciencia incluyen Imposturas intelectuales por Sokal y Jean Bricmont (1998), The Social Construction of What? (¿La construcción social de qué? por Ian Hacking (1999) y Who Rules in Science (¿Quién manda en la ciencia?) de James Robert Brown.
Para algunas estudiosos, el Escándalo Bogdanov en 2002 supuso el colofón del escándalo Sokal. Proliferaon los casos de revisión, aceptación y publicación de artículos (posteriormente descubiertos como parodias sin sentido) en revistas de física revisadas por pares. El profesor de física de la Universidad de Cornell Paul Ginsparg, han argumentado que estos casos no son para nada equivalentes y que el hecho de que algunas publicaciones e instituciones científicas tengan estándares y criterios de calidad bajos "no es ninguna revelación".
Aunque los acontecimientos sobre las guerras de la ciencia aún son mencionados ocasionalmente en la prensa, han tenido poco efecto tanto en la comunidad científica como en la comunidad de la crítica teórica.[cita requerida]. Ambos bandos continúan manteniendo que el otro bando no entiende sus teorías o que malinterpretan lo que significa una crítica contructiva o que confunden las investigaciones académicas con ataques. Según la opinión de Bruno Latour, "los científicos siempre andan pisando fuerte en las conferencias hablando sobre "construir un puente sobre la brecha entre las dos culturas", pero cuando logran que gente de fuera empiece a construir ese mismo puente, retroceden con horror y tratan de imponer la más extraña de todas las mordazas a la libre expresión desde Socrates: ¡Sólo los científicos pueden hablar sobre la ciencia!"
Sin embargo, más recientemente algunos de los teóricos más señalados en la crítica han reconocido que sus críticas han resultado contraproducentes en algunas ocasiones, y que están suministrando munición intelectual a intereses "reaccionarios".[cita requerida] En efecto, parte de esta retórica suele ser empleada para promover diversos tipos de pseudociencias, pseudohistoria e incluso fundamentalismos religiosos.[cita requerida] Escribiendo sobre especticismo climático a propósito del calentamiento global, Bruno Latour apuntó que "peligrosos extremistas están usando idénticas argumentaciones sobre la construcción social para destruir evidencias alcanzadas costosamente que podrían salvar nuestras vidas. ¿Me equivoqué al participar en la creación de este campo conocido como estudios sobre la ciencia? ¿Es suficiente con decir que no queríamos decir lo que queríamos decir?"
Kendrick Frazier señala que Latour está interesado en ayudar a reconstruir la confianza en la ciencia y que Latour ha dicho que es necesario recuperar parte de la autoridad de la ciencia.